# Paris-Nice 1937
Paris-Nice 1937 est la 5e édition de la course cycliste Paris-Nice. La course a lieu entre le 9 et le 14 mars 1937. La victoire revient au coureur français Roger Lapébie, de l'équipe Mercier-Hutchinson.

## Participants
Dans cette édition de Paris-Nice, 99 coureurs participent. Parmi les participants, 32 sont des coureurs individuels et 67 sont membres d'équipes commerciales : Helyett-Hutchinson, Alcyon-Dunlop, Genial Lucifer-Hutchinson, Mercier-Hutchinson, Urago, France Sport-Wolber et Tendil.

## Étapes
| Étapes                 | Date    | Villes étapes          | km     | Vainqueur d’étape  | Leader du classement général |
| ---------------------- | ------- | ---------------------- | ------ | ------------------ | ---------------------------- |
| 1re étape, 1er secteur | 9 mars  | Paris-Orléans          | 105 km | René Le Grevès     | René Le Grevès               |
| 1re étape, 2e secteur  | 9 mars  | Orléans-Nevers         | 157 km | Albert Beckaert    | Marcel Kint                  |
| 2e étape               | 10 mars | Nevers-Saint-Étienne   | 250 km | Fernand Mithouard  | Roger Lapébie                |
| 3e étape               | 11 mars | Saint-Étienne-Orange   | 186 km | Giuseppe Martano   | Roger Lapébie                |
| 4e étape, 1er secteur  | 12 mars | Orange-Cavaillon (clm) | 59 km  | Marco Cimatti      | Roger Lapébie                |
| 4e étape, 2e secteur   | 12 mars | Cavaillon-Marseille    | 176 km | Giuseppe Martano   | Roger Lapébie                |
| 5e étape, 1er secteur  | 13 mars | Marseille-Toulon       | 71 km  | Félicien Vervaecke | Roger Lapébie                |
| 5e étape, 2e secteur   | 13 mars | Toulon-Cannes          | 125 km | Adrien Buttafocchi | Roger Lapébie                |
| 6e étape               | 14 mars | Cannes-Nice            | 135 km | Robert Tanneveau   | Roger Lapébie                |

## Résultats des étapes

### 1reétape,1ersecteur
9-03-1937. Paris-Orléans, 105 km.
|   | Cycliste         | Équipe             | Temps           |
| - | ---------------- | ------------------ | --------------- |
| 1 | René Le Grevès   | Mercier-Hutchinson | 2 h 42 min 27 s |
| 2 | Giuseppe Martano | Tendil             | m.t.            |
| 3 | Hubert Deltour   | Individuel Alcyon  | m.t.            |

### 1eétape,2esecteur
9-03-1937. Orléans-Nevers, 157 km.
|   | Cycliste         | Équipe             | Temps           |
| - | ---------------- | ------------------ | --------------- |
| 1 | Albert Beckaert  | Alcyon-Dunlop      | 3 h 55 min 18 s |
| 2 | Marcel Kint      | Mercier-Hutchinson | m.t.            |
| 3 | Albertin Dissaux | Helyett-Hutchinson | m.t.            |

### 2eétape
10-03-1937. Nevers-Saint-Étienne, 250 km.
|   | Cycliste           | Équipe              | Temps           |
| - | ------------------ | ------------------- | --------------- |
| 1 | Fernand Mithouard  | Alcyon-Dunlop       | 7 h 03 min 32 s |
| 2 | Roger Lapébie      | Mercier-Hutchinson  | +1 min 01 s     |
| 3 | Sylvain Marcaillou | France Sport-Wolber | +2 min 13 s     |

### 3eétape
11-03-1937. Saint-Étienne-Orange, 186 km.
|   | Cycliste         | Équipe             | Temps           |
| - | ---------------- | ------------------ | --------------- |
| 1 | Giuseppe Martano | Tendil             | 5 h 59 min 31 s |
| 2 | René Debenne     | Mercier Hutchinson | m.t.            |
| 3 | Roger Lapébie    | Mercier Hutchinson | m.t.            |

### 4eétape,1ersecteur
12-03-1937. Orange-Cavaillon, 59 km (clm).
|   | Cycliste      | Équipe             | Temps           |
| - | ------------- | ------------------ | --------------- |
| 1 | Marco Cimatti | Individuel Mercier | 1 h 28 min 28 s |
| 2 | René Debenne  | Mercier-Hutchinson | m.t.            |
| 3 | Roger Lapébie | Mercier-Hutchinson | m.t.            |

### 4eétape,2esecteur
12-03-1937. Cavaillon-Marseille, 176 km.
|   | Cycliste           | Équipe        | Temps           |
| - | ------------------ | ------------- | --------------- |
| 1 | Giuseppe Martano   | Tendil        | 5 h 18 min 11 s |
| 2 | Félicien Vervaecke | Alcyon-Dunlop | + 45 s          |
| 3 | Jules Rossi        | Alcyon-Dunlop | +1 min 02 s     |

### 5eétape,1ersecteur
13-03-1937. Marseille-Toulon, 71 km.
|   | Cycliste            | Équipe              | Temps           |
| - | ------------------- | ------------------- | --------------- |
| 1 | Félicien Vervaecke  | Alcyon-Dunlop       | 2 h 07 min 30 s |
| 2 | Gaspard Rinaldi     | Helyett-Hutchinson  | m.t.            |
| 3 | Albert van Schendel | France Sport-Wolber | m.t.            |

### 5eétape,2esecteur
13-03-1937. Toulon-Cannes, 125 km.
|   | Cycliste            | Équipe              | Temps           |
| - | ------------------- | ------------------- | --------------- |
| 1 | Adrien Buttafocchi  | Helyett-Hutchinson  | 3 h 23 min 36 s |
| 2 | Giuseppe Martano    | Tendil              | + 34 s          |
| 3 | Albert van Schendel | France Sport-Wolber | m.t.            |

### 6eétape
14-03-1937. Cannes-Nice, 135 km.
|   | Cycliste            | Équipe              | Temps           |
| - | ------------------- | ------------------- | --------------- |
| 1 | Robert Tanneveau    | Alcyon-Dunlop       | 3 h 41 min 29 s |
| 2 | Albert van Schendel | France Sport-Wolber | +1 min 38 s     |
| 3 | Albertin Dissaux    | Helyett-Hutchinson  | m.t.            |

## Classements finals

### Classement général
|    | Cycliste            | Équipe              | Temps            |
| -- | ------------------- | ------------------- | ---------------- |
| 1  | Roger Lapébie       | Mercier-Hutchinson  | 36 h 00 min 08 s |
| 2  | Sylvain Marcaillou  | France Sport-Wolber | + 6 min 39 s     |
| 3  | Albert van Schendel | France Sport-Wolber | + 6 min 54 s     |
| 4  | Gustave Danneels    | Alcyon-Dunlop       | + 10 min 22 s    |
| 5  | Hubert Deltour      | Individuel Alcyon   | + 11 min 03 s    |
| 6  | René Debenne        | Mercier-Hutchinson  | + 12 min 04 s    |
| 7  | Robert Tanneveau    | Alcyon-Dunlop       | + 15 min 20 s    |
| 8  | Sylvère Maes        | Alcyon-Dunlop       | + 16 min 39 s    |
| 9  | Bruno Carini        | France Sport-Wolber | + 17 min 57 s    |
| 10 | Marcel Kint         | Mercier-Hutchinson  | + 18 min 59 s    |